# Joseondynastie
De Joseondynastie (ook wel Chosondynastie genoemd) is een periode uit de Koreaanse geschiedenis die duurde van 1392 tot 1897. De gehele Joseondynastie bestrijkt een periode van ruim 500 jaar en is daarmee de langst durende dynastie uit de Koreaanse geschiedenis.
De Joseondynastie is zeer bepalend geweest voor alles wat we nu kennen als Koreaans. Ze bepaalt nog steeds grotendeels het gezicht van de hedendaagse Korea’s. Dit is merkbaar in alledaagse zaken zoals normen en waarden, etiquette, taalgebruik en hoe men functioneert in de samenleving.
De Koninklijke tombes van de Joseondynastie staan sinds 2009 als cultuurerfgoed op de Werelderfgoedlijst van UNESCO.

## Opkomst van Joseon
In 1388 maakten koning U van Goryeo en generaal Choe Yeong plannen om het noorden van China binnen te vallen, bij wat nu Liaoning heet. Ze kozen generaal Yi Seong-gye uit om de plannen uit te voeren. Yi, die al eerder zijn kunnen had gedemonstreerd in het bestrijden van de Japanse Wōkòu piraten, pleegde echter muiterij, keerde bij de grens om en pleegde een staatsgreep. Yi besteeg de troon en dit betekende het einde van Goryeo en het begin van de Joseon Dynastie in 1392.
Nadat hij de macht had overgenomen veranderde generaal Yi zijn naam naar koning Taejo. Hij verhuisde de hoofdstad van Kaesong naar Hanyang, het hedendaagse Seoel. Koning Taejo was eerst van plan om de naam Goryeo te blijven gebruiken, maar zag daar in 1392 van af en riep een nieuwe dynastie uit met de naam Joseon. Het plan was verder om de laatste afstammeling van het Goryeo’s vorstenhuis te verbannen naar het eiland Gwanghwa. Toen men echter op volle zee was, kwam het ware plan naar boven. De boot werd tot zinken gebracht en de laatste leden van de Goryeodynastie kwamen om het leven.
In 1394 werd begonnen aan de bouw van de nieuwe hoofdstad in Seoel. Reeds in 1395 was het Gyeongbokpaleis klaar en in 1405 het minder belangrijke Changdeokpaleis. Al voor de eerste helft van de 15e eeuw was de gehele nieuwe stad klaar, geheel volgens de regels van feng shui. Het was koning Taejo’s zoon Taejong die het hoog geplaatste functionarissen en de aristocratie verbood om er eigen privélegers op na te houden. Op die manier verkleinde hij de kans op rebellie tegen de troon. Het was tevens onder zijn bewind dat confucianisme werd verkozen boven het boeddhisme als staatsideologie, daarmee de cultuur voor een belangrijk deel bepalend voor vele toekomstige Koreanen. Een strikt systeem van regels werd ingesteld, gedomineerd door de geletterde klasse van edelen, yangban genaamd.
Vanaf 1413 werd alles van enige betekenis vastgelegd in de Annalen van de Joseondynastie. Niet alleen staatsaangelegenheden, maar ook zaken uit het dagelijkse leven, de cultuur en de jaarlijkse oogst werden hierin bijgehouden. Tijdens het leven van de vorst werden nauwkeurig notities bijgehouden, die na zijn dood werden uitgewerkt. Het was niemand toegestaan om de ruwe versie te lezen, zelfs de vorst zelf niet. Dit zorgde ervoor dat de annalen zeer objectief geschreven werden. Tot aan 1863 werden deze annalen bijgehouden, kopieën werden op verschillende locaties bewaard. De annalen zijn ook nu nog steeds beschikbaar en een enorme bron voor moderne historici.

## Vorsten van Joseon
De Joseondynastie kende 27 vorsten die het land regeerden. Zodra de koning overleed, werd de kroonprins de nieuwe koning. Als er geen kroonprins was, werd de opvolger gekozen door de koningin. Soms was de nieuwe koning te jong om het land te kunnen regeren. De regeringstaak kwam ook in dat geval bij de koningin te liggen.

## Japanse invasies van Korea
In 1592 kwam de Joseondynastie onder vuur te liggen van Japan. Toyotomi Hideyoshi probeerde China te veroveren en wilde het Koreaanse Schiereiland als springplank gebruiken. Met behulp van China werden de Japanners echter verslagen. In 1597 vielen de Japanners nog een keer aan, dit keer om wraak te nemen op Korea. Nu waren de Koreanen beter voorbereid en werden de Japanners een jaar later weer verslagen.

## Oorlog met de Mantsjoes
In 1627 en 1637 werd Korea aangevallen door de Mantsjoes. Joseon werd een tribuutstaat  van de latere Qing-dynastie. Dit ging echter niet van harte. Het sterk Confucianistische Korea zag de nieuwe heersers als barbaren.

## Kluizenaarsrijk
Joseon sloot zich af van de buitenwereld. Handel met andere, omliggende, landen vond nog wel plaats, maar was gebonden aan allerlei regels. Hoever de Koreanen gingen in het zich afsluiten van de buitenwereld ondervond ook een groep Nederlandse schipbreukelingen in 1653 toen hun schip de Sperwer-schipbreuk leed op het Koreaanse eiland Jeju. Ze werden door de Koreaanse koning gedwongen om te blijven en voor hem te werken. Uiteindelijk, na dertien jaar, lukte het een aantal mannen om Korea te ontvluchten naar Japan. De VOC-boekhouder en een van de schipbreukelingen, Hendrick Hamel, schreef een verslag over hun verblijf in Korea. Door een van zijn medereizigers, Mattheus Eibokken, werd later het eerste Nederlands-Koreaanse woordenboek geschreven, waarin de vertaling van 143 woorden wordt gegeven. Uit de manier waarop Eibokken de Koreaanse woorden schrijft, blijkt dat hij bekend moet zijn geweest met hangul.

## Val van Joseon

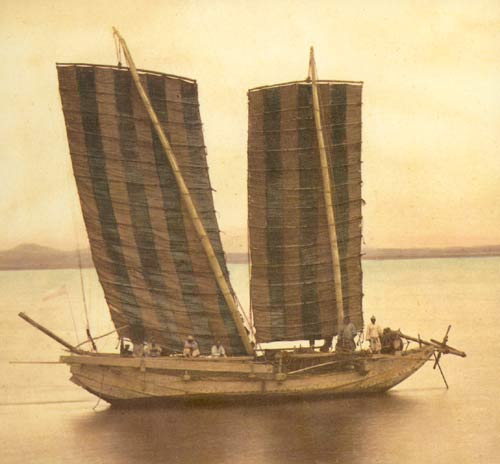
Een jonk met Koreaanse vissers. Foto gemaakt tijdens Amerika's expeditie in 1871.

19e-eeuws Joseon kenmerkte zich door interne onrust en druk van buitenaf. Dit niet in laatste instantie vanwege onenigheid in opvatting van verschillende fracties over de dood van prins Sado. In 1866 bezette Frankrijk het eiland Ganghwa. Aanleiding van deze strafexpeditie was de actie van de Joseonregering om een aantal Franse jezuïeten te vermoorden die illegaal bezig waren te evangeliseren. Uiteindelijk trok Frankrijk zich weer terug, maar tien jaar later waren het de Japanners die Korea met militair geweld dwongen om het land te openen. Hetzelfde was de Japanners in 1854 gebeurd, toen de Verenigde Staten Japan uit hun isolatie dwong. De Verenigde Staten zelf hadden in 1871 al eens een poging ondernomen om Korea via een diplomatieke missie te openen. De missie mondde echter uit in een gewapend conflict. Hoewel de Verenigde Staten het conflict wonnen, hadden ze niet de kracht om Korea te dwingen tot meer openheid.
Japan wilde ook de greep op het land versterken. Na kanonneerbootdiplomatie werd met het land in 1876 het Verdrag van Kanghwa getekend. Hiermee werden drie Koreaanse havens geopend voor de handel met Japan. Vergelijkbare verdragen volgden, waaronder met de Verenigde Staten in 1882, waarmee het isolement van Korea afnam.
De overwinning van Japan op China in 1894 zorgde ervoor dat Korea onafhankelijk werd van China. Daarmee werd ook het eeuwenlange systeem van tribuut aan China brengen afgeschaft. Op hetzelfde moment gaf het echter Japan meer mogelijkheden tot het annexeren van Korea. Om de agressie van Japan te stoppen, knoopte men nieuwe banden aan met Rusland. Dit gebeurde onder leiding van koningin Min (later keizerin Myeongseong). Zij werd echter in het paleis om het leven gebracht in een door Japan in elkaar gezet plot. Na de dood van de keizerin vluchtte koning Gojong samen met zijn nieuwe vrouw en de kroonprins naar Rusland. Tijdens zijn verblijf in Rusland zorgden maatregelen van pro-Japanse mensen in de regering ervoor dat Japan nog meer invloed uit kon oefenen in Korea. In diezelfde tijd zagen Rusland, de Verenigde Staten en Japan hun kans schoon en begonnen de natuurlijke bronnen van Korea te exploiteren. In 1897 probeerde de koning, die zijn macht zag wegebben, het tij te keren door terug te keren naar Korea en de Joseondynastie om te dopen tot een keizerrijk, Daehan Jeguk genaamd.
Nadat Japan in 1905 ook de Russische vloot had verslagen, betekende dit het einde van Korea’s onafhankelijkheid en werd Korea in datzelfde jaar een protectoraat van Japan. In 1910 annexeerde Japan Korea en daarmee kwam een definitief einde aan de Joseondynastie.